# Georg Friedrich Wilhelm Meyer
Georg Friedrich Wilhelm Meyer, född den 18 april 1782 i Hannover, död den 19 mars 1856 i Göttingen, var en tysk botaniker och professor i skogsvetenskap vid Göttingens universitet.
Auktorsnamnet G.Mey. kan användas för Georg Friedrich Wilhelm Meyer i samband med ett vetenskapligt namn inom botaniken; se Wikipediaartiklar som länkar till auktorsnamnet.